# 鸦片战争 (电影)
《鸦片战争》（The Opium War）是一部讲述第一次鸦片战争的中国电影。由谢晋执导，于1997年上映。

## 故事背景
本电影讲述了清帝国道光年间第一次鸦片战争的始末。艺术化再现了林则徐禁烟、虎门销烟、英方宣战、战争过程、签署条约、割地赔款等故事的全过程。

## 演员表
- 林则徐—鲍国安
- 道光帝—苏民
- 琦善—林连昆
- 何敬容—郎雄
- 何善之—邵昕
- 蓉儿—高远
- 奕山─葛香亭
- 关天培—姜华
- 玛丽·颠地—爱玛·格利菲斯·玛琳（Emma Griffiths Malin）
- 颠地—鲍勃·佩克（英语：Bob Peck）
- 义律—西蒙·威廉姆斯（英语：Simon Williams (actor)）
- 维多利亚女王—德波拉·伯蒙（Deborah Bolmen / Debra Beaumont）
- 怡良—周传一
- 邓廷桢—李维新
- 韩肇庆总兵—李士龙
- 美商希尔（Hill）—Rob Freeman
- 劳顿教士（Missionary）—加里克·哈根 Garrick Hagon
- 怀特船长—Philip Jackson
- 英国议会议长—丹奈西·刘
- 首相梅尔本—科林·赖葛夫
- 巴麦尊—本泽民·维策庐
- 伯麦—奥本·考顿
- 吕子房—刘仲元
- 林升—史阳
- 三朝老臣—顾岚
- 何仁贵—孔宪珠
- 阿三—常学仁
- 姚怀祥—李少雄
- 千总—杨和平
- 盲人乐师—杨兆权
- 秋萍—王芬
- 百荷—梁洋
- 兰蕊—何清清
- 鸨婆—章婉文
- 阿尔伯特亲王—詹姆士·史密夫
- 英国议员—爱比特·皮贝德洽、当敏力·杰夫郭、车尼·汝士佛夫
- 奈杰尔·达文波特 Nigel Davenport
- Paul Artuard captin of Artillery—Jamie Wilson

## 影响
本片以反英国殖民主义为主题，乃为迎接当年香港回归而拍摄。受该片影响，缅甸导演钦索吞于同年拍摄了抗英主题电影《永不为奴》，讲述第三次英缅战争中英国灭亡贡榜王朝后将缅甸吞并的历史。

## 获奖
- 第17届中国电影金鸡奖最佳故事片奖、最佳摄影奖、最佳录音奖、最佳道具奖、最佳男配角奖（林连昆）。